# Nely "El Arma Secreta"
Josias de la Cruz (Puerto Rico, 5 januari 1987), beter bekend als Nely "El Arma Secreta", is een reggaetonproducer. Hij werd geïntroduceerd in het genre door Luny Tunes.

## Biografie
Nely werd geboren in Puerto Rico, maar heeft Dominicaans bloed. Toen hij vijf was begon hij met het spelen van de drums in de kerk. Op zijn veertiende begon hij met reggaeton te experimenteren en vervolgens werkte hij zich snel op tot producer van enkele van de grootste artiesten uit het genre.

## Carrière
Nely was onderdeel van de doorbraak van reggaeton vanwege zijn beats op de reggaetonalbums Mas Flow 2 en Wisin & Yandels Pa'l Mundo.
Hij heeft vele hits geproduceerd, zoals "Gangsta Zone" (Daddy Yankee met Snoop Dogg), "Conteo" (Don Omar), Rakata (Wisin & Yandel) en "Burn It Up" (R. Kelly met Wisin & Yandel). Verder maakte hij ook nummers voor artiesten als Jadiel, Angel & Khriz en Zion & Lennox.
Nely heeft zijn eigen label opgericht, genaamd Artillery.

## Discografie
- Decisiones y Consecuencias (TBA)